# Elektrolučno zavarivanje
Elektrolučno zavarivanje je spajanje metala u stopljenom stanju, gde se stapanje vrši električnim lukom. Ono se veoma mnogo primenjuje i postoji više postupaka zavarivanja. Da bi se zavarivanje moglo izvoditi, potrebno je stvoriti i održavati električni luk u kome vlada visoka temperatura od oko 4000 stepeni Celzijusa i pomoću koga se vrši topljenje šipke (Електрода ) i zavarivanje.
Ako se dva provodnika koji su uključeni u kolo struje, dodirnu, stvoriće se kratki spoj, kroz koji će struja prolaziti i na mestu dodira će nastati zagrevanje usled Električnog otpora. Ako zatim provodnike malo razmaknemo na pogodno odstojanje, pojaviće se luk koji se može stalno održati. Međutim, ako odstojanje ne bude pravilno, pojaviće se varnica, koja će brzo iščeznuti, to jest luk se neće pojaviti. Uslov za luk je vazdušni međuprostor.
Da bi se Električni luk za zavarivanje mogao obrazovati i održavati, potrebna je dovoljna električna snaga, pogodni ukupni otpor strujnog kola, intenzivna jonizacija vazduha između elektrode i predmeta koji se zavaruje i dovoljno jaka emisija elektrona iz dela vezanog za negativni pol generatora (katodu).
Emisiju elektrona može da vrši samo katoda, pošto negativno naelektrisano telo ima težnju da izbaci višak elektrona i odbija sve elektrone iz svoje okoline. Anoda će privlačiti elektrone, a ne vrši emisiju elektrona. Da bi se elektroni mogli odvojiti od katode, potrebno je da je napon između katode i anode na potrebnoj visini, ali ako je katoda dovoljno zagrejana, ona će se istopiti i ispuniće zazor između oba dela koja se zavaruju. Pored toga delimično će se istopiti i ivice predmeta koji se zavaruju i istopljeni deo će posle očvršćavanja vezati oba dela nerazlučnom vezom.
Kada Elektrodom dodirnemo predmet koji se zavaruje, struja usija vrh elektrode i on će emitovati elektrone.Ako se elektroda malo odmakne,struja će i dalje proticati i i vrh elektrode će i dalje emitovati elektrone. Sudariće se na neutralnim molekulima vazduha koji će se jonizovati. Negativni joni vazduha se dalje kreću zajedno sa elektronima sa vrha elektrode i jonizuju molekule sa kojima se sretnu. Na taj način se obrazuje luk između elektrode i metala udarajući na metal koji se zavaruje.
Struja između elektrode i metala sastoji se od elektrona i pozitivnih jona. Pri sudaru elektrona sa predmetom koji se zavaruje, predmet se zagreva na temperaturu koja iznosi do 4000 stepeni celzijusa. Pri tome se zagreva i vrh elektrode čija je temperatura za 600 stepeni manja, ali je dovoljna da istopi elektrodu. Čim vrh elektrode omekša zbog visoke temperature električnog luka, magnetna sila će dejstvovati na njega, vrh će se izduživati i sužavati i pretvoriće se u vrlo finu kapljicu koja će preći u šav. Ukoliko su kapljice sitnije, i njihov broj veći, utoliko je zavarivanje bolje.

## Postupci zavarivanja
Elektrolučno zavarivanje ima veliku primenu pa tako postoji više postupaka zavarivanja.

#### Benardosov postupak
Benardosov postupak je najstariji postupak zavarivanja (1885). Kod njega je plus pol vezan za predmet koji se zavaruje a elektroda za minus pol. elektroda je ugljena šipka debljine 15-25 mm, a šipka za zavarivanje se unosi u električni luk koji se stvara između elektrode i predmeta, topi se i vrši zavarivanje. Zavarivač mora jednom rukom držati elektrodu, a drugom šipku što veoma otežava rad.
Ako je vrh elektrode vrlo blizu predmeta, može doći do ugljenisanja vara, zbog toga se preporučuje duži luk, da do toga ne bi došlo. Kod ovog postupka može se vršiti zavarivanje i bez metalne šipke.

#### Slavjanovljev postupak
Ovo je uprošćen postupak Bernardosa. U upotrebi je od 1891. godine. Slavjanov je ugljenu elektrodu zamenio metalnom, koja je istovremeno i šipka za zavarivanje.Time je zavarivaču oslobodio jednu ruku,čime je znatno olakšao i ubrzao rad.Za zavarivanje se primenjuje,kako jednosmerna, tako i naizmenična struja od 20-65 V napona, koja dolazi iz transformatora. Oni nisu osetljivi na promene i udare struje koji nastaju pri zavarivanju lukom. Najčešće su u primeni pokretni agregati, koji se sastoje iz elektromotora i dinama za zavarivanje. Jačina struje se upravlja prema debljini predmeta koji se zavaruje, od 60 do 250 A, a pri toplom zavarivanju livenog gvožđa do 1000 A.
Ako se pri zavarivanju čelika uzima Jednosmerna struja, upotrebljavaju se i gole elektrode od mekog čelika sa manje od 0,1% ugljenika, oko 0,5% mangana i ispod 0,4% fosfora i sumpora. Istopljeni metal uzima iz vazduha kiseonik i azot, a u luku sagorevaju Ugljenik, silicijum i mangan. Pošto kod jednosmerne struje plus pol im veću temperaturu za oko 500°, plus pol se vezuje za ono mesto koje je najviše zagrejano, u ovom slučaju je to metal koji se zavaruje. Pri upotrebi jednosmerne struje mogu se koristiti gole i obložene elektrode, dok se kod naizmenične struje upotrebljavaju isključivo obložene elektrode. To su elektrode koje su prevučene ili obložene masom kao topiteljem.
Ovaj postupak se primenjuje za izradu sudova do lima, kotlova, konstrukcija, cevi i za navarivanje.

#### Cerenerov postupak
Ovaj postupak je u upotrebi od 1891. godine. Kod ovog postupka se dve ugljene elektrode postavljaju pod uglom jedna prema drugoj i između njih se nalazi elektromagnet koji odbija plameni luk. Šipka za zavarivanje se unese u luk, stapa se u šav i vrši zavarivanje. Rukovanje ovim aparatom je veoma teško, jer su elektrode povezane sa elektromagnetom što čini postupak težim i od Berbados-ovog. Ovaj postupak se malo primenjuje.

#### Arkatom postupak
Ovaj postupak se izvodi u zaštitnoj atmosferi vodonika. On ne samo da štiti mesto zavarivanja od uticaja kiseonika i azota nego vrši redukciju i uklanja okside iz vara. Aparat za zavarivanje sastoji se iz dve volframove elektrode, a postavljene su na isti način kao i kod Cerener-a.Na vrhove elektroda i preko luka duva struja vodonika, koja izlazi iz prstenastih siskova. Pri zapaljivanju luka napon iznosi 300 V, a pri zavarivanju 60-110 V.
Umesto volfram elektroda mogu se upotrebiti elektrode i od drugih metala.

#### Arkogen postupak
Ovo je običan Salvjanovljev postupak kombinovan sa acetilenskim zagrevanjem. Zavarivač desnom rukom drži acetilenski gorionik a levom golu elektrodu i vrši zavarivanje. Ovim postupkom se ubrzava rad za 50%, a mesto zavarivanja štiti redukujućim plamenom smeše acetilen-kiseonik, u kome je acetilen u višku i ima redukujuće svojstvo. Ovde se upotrebljava naizmenična struja, jer daje stabilan luk, a pri upotrebi obložene elektrode, koja pomaže jonizaciju i provodljivost, održavanje luka je još lakše.

#### Agronark postupak
Zavarivanje se izvodi sa jednom elektrodom od volframa i šipkom za zavarivanje u struji argona kao zaštitnog gasa.

#### Heliark postupak
Zavarivanje se izvodi isto kao i prednji samo se mesto argona uzima helijum za stvaranje zaštitne atmosfere.

#### Elin-Hafergutov postupak
Kao žica za zavarivanje uzima se jako obložena elektroda, koja se položi u oluk za zavarivanje. Žica je na jednom kraju vezana za izvor struje, a drugi kraj se zapali ugljenom elektrodom. Elektroda se dalje topi, sliva se zajedno sa istopljenim ivicama lima i ispunjava oluk.Topljenje se vrši vrlo brzo, celom dužinom žice. Da ne bi došlo do vitoperenja žice i iskakanja iz oluka usled zavarivanja, pokriva se bakarnom olučenom šinom. Na ovaj način se mogu sučeono brzo i lako zavariti limovi velike dužine.

#### Elira postupak
U ovom postupku upotrebljava se jednosmerna struja ili naizmenična struja. Naizmenična struja se primenjuje od 600-3000 A i 30-500 V napona prema debljini lima. Limovi koji se zavaruju, zaseku se da na dodirnim mestima prave oluk, i polože na bakarnu šinu. Oluk se napuni preko ivica naročitim praškom. Kroz oluk se u prašak polaže žica za zavarivanje. Žica je gola, a odmotava se sa jednog kalema koji je postavljen na kolicima. Radi sprečavanja rđanja žice i boljeg provođenja električne struje ona se bakariše. Žica se polaže u oluk brzinom od 125-840 mm/min. Brzina se reguliše tako da napon zavarivanja bude konstantan.
Ovaj način zavarivanja ima to preimućstvo što je automatizovan i daje veliki učinak pri maloj potrošnji žice za zavarivanje. Postupak Elira jedino je moguće primeniti ako je rad automatizovan, tj. ako se mestu zavarivanja stalno dovode prašak i žica za zavarivanje.

## Karakteristike mašine za zavarivanje
Karakteristika mašine za zavarivanje je odnos jačine struje i napona električnog luka u zavisnosti od dužine luka i daje se grafički predstaviti. Prilikom uspostavljanja električnog luka potreban je znatno veći napon nego pri njegovom daljem održavanju. Da bi se izbegli visoki naponi pri uspostavljanju luka, predmet se dodirne vrhom elektrode i odmah udalji na odgovarajuću daljinu. Kod agregata veličina napona i jačina struje moraju se brzo prilagođavati promenama zbog stalnog variranja dužine električnog luka; struja kratkog spoja pri dodiru vrha elektrode sa predmetom treba da bude što manja, kao i struja u momentu prelaska kapljice metala sa elektrode na predmet. Na agregatu treba da postoji mogućnost: regulisanja napona i jačine struje u širokim granicama, lakog uspostavljanja i održavanja električnog luka i postizanja što boljeg korisnog efekta. 
Za zavarivanje se mogu upotrebiti i jednosmerna i naizmenična struja.
Za proizvodnju jednosmerne struje pogodne za zavarivanje upotrebljavaju se uglavnom motor-generatori ili dinamo mašine, koje se kreću preko transmisije ili motorom sa unutrašnjim sagorevanjem.Pri vezivanju elektrode vodi se računa o tome na koji pol će se elektroda priključiti,jer je na pozitivnom polu veća temperatura za oko 500°.
Naizmenična struja se dobija transformatorima i periodnim prekidačima, ali kod nje je temperatura ista i na pozitivnom i na negativnom polu. Kod svih mašina za zavarivanje potrebno je da daju jačinu struje koja se može menjati u širokim granicama i da je moguće jačinu struje tačno regulisati. Veća je primena naizmenične struje za zavarivanje, koja se dobija u transformatorima. Transformatori pri praznom hodu treba da imaju napon, koji je iste veličine kao i napon električnog luka. Transformatori moraju biti takvi da omoguće skraćivanje vremena hlađenja vrha elektrode na najmanju meru. To je potrebno radi toga, jer u momentu prekidanja električnog luka, tj. kad struja prolazi kroz nulu i napon pada na nulu. Transformatori za zavarivanje su utoliko bolji ukoliko im je veći napon praznog hoda i zbog toga oni imaju mali faktor snage, a naročito ako se radi sa elektrodama malog prečnika. Zbog toga su oni skuplji od ostalih. Oni imaju bolje osobine za zavarivanje tankih limova i sa njima se bolje zavaruje sa elektrodama sa dubokom penetracijom.
Elektrode za zavarivanje jednosmernom strujom tope se brže neko pri zavarivanju naizmeničnom strujom. Zavarivač je manje izložen opasnostima pri radu sa jednosmernom strujom.
Uređaji za naizmeničnu struju neravnomerno opterećuju električnu mrežu. Zavarivač na uređaju za zavarivanje naizmeničnom strujom je više izložen opasnostima od struje, naročito ako radi u vlažnim prostorijama.

### Šipke za zavarivanje-elektrode
Šipke za zavarivanje, ili elektrode, daju istopljen materijal koji se dodaje šavu, odnosno oluku između limova koji se zavaruju. Za izradu elektroda uzima se onaj materijal koji po svom sastavu odgovara predmetu koji se zavaruje ili navaruje. Za čelik elektrode treba da imaju od 0,08-0,25% ugljenika.

#### Elektrode po vrsti metala
1. Elektrode od čelika
2. Elektrode od specijalnog čelika(legirani,tvrdi metali i sl)
3. Elektrode od livenog gvožđa
4. Elektrode za negvozdene metale
5. 4.Za lake metale(aluminijum i njegove legure)
6. 4.Za teške metale(bakar,bronza,monel-metal,nikal itd)

Od svih su najvažnije čelične elektrode. Po spoljnjem izgledu elektrode mogu biti: gole, obložene i srčaste.
Gole elektrode- Su metalne žice dobijene valjanjem, izvlačenjem i livenjem. Valjane i izvlačene elektrode se upotrebljavaju za zavarivanje tvrdih metala. Mogu biti žarene, nežarene, bakarisane, poniklovane itd. Livene elektrode se primenjuju za toplo zavarivanje livenog gvožđa.
Obložene elektrode- su gole elektrode obložene ili oplaštene jednim slojem nemetalne smeše, koji mora dobro prijanjati na osnovu. Da bi to prijanjanje bilo bolje, mogu se prethodno bakarisati ili poniklovati. Pored ovih postoje i obmotane elektrode koje su osim toga obmotane azbestom ili trakom od hartije.
Srčaste elektrode- ili elektrode sa jezgrom su u obliku cevi, koje su spolja gole, a u sredini ili jezgru ispunjene smesom, koja služi za oblaganje elektroda.
Podela elektroda može biti i po hemijskom sastavu, i to sa malim procentima ugljenika, sa većim procentima ugljenika i elektrode legirane sa drugim metalima: manganom, hromom, niklom, volframom ili metaloidima.
Prema primeni, elektrode mogu biti za zavarivanje čelika određenih jačina, za navarivanje, za veoma glatke šavove i za sečenje.
Za svaku vrstu elektrode postoje boje raspoznavanja, tvrdoća po Brinelu, vrsta električne struje i priključak, jačina struje u amperima, upotrebljivost i osobine.Sve je to dato u uputstvu ili u katalozima fabrika. Zavarivač se mora pridržavati datih uputstava.

## Priprema predmeta i izvođenje zavarivanja
Dobro zavarivanje može se izvršiti samo ako je materijal pravilno pripremljen i napravljen oluk prema debljini lima. Ivice i oluk moraju biti očišćeni od korozije i drugih nečistoća, a tako da se dobije čista metalna površina. Delovi koji se zavaruju postavljaju se na određenom odstojanju, a mestimično spojeni da bi spajanje pri zavarivanju bilo pravilno.
Brzina zavarivanja treba da bude umerena, jer ako je brzina velika, topljenje i spajanje će biti nepotpuno, šupljikavo, nespojeno na svim mestima i slabije jačine. Suviše sporo zavarivanje dovešće do prekomernog topljenja i širokog šava, a nastaju i izvesne neželjene termičke posledice u kristalizaciji materijala. Zavarivač mora imati svu potrebno opremu.
Pored toga, treba da poznaje materijal koji obrađuje i aparaturu i da u svakom pogledu poznaje svoj posao: sve greške koje pri zavarivanju nastaju, moraju biti na vreme otkrivene i uklonjene.
Pri zavarivanju može doći do krivljenja zavarenog predmeta usled neravnomernog zagrevanja; Izobličavanje usled većeg broja zavarenih slojeva, pri čemu se oba ili samo jedan krak nagne prema varu. Pored toga, pri zavarivanju limova, pri kraju zavarivanja limova ivice mogu da se poklope i dobije nepravilan šav.
Sve ove nepravilnosti mogu se izbeći pravilnom pripremom i samim radom pri zavarivanju.

## Zavarivanje čelika,livenog gvožđa,bakra,nikla i lokalnih metala

#### Zavarivanje čelika
Zavarivanje se vrši sa jednosmernom strujom, pri čemu se uzimaju gole elektrode sa manje od 0,1% ugljenika, oko 0,5% mangana i ispod 0,4% fosfora i sumpora. Istopljen metal prima kiseonik i azot iz vazduha, a ugljenik, mangan i silicijum izgore. Pri upotrebi naizmenične struje, elektrolučno zavarivanje se olakšava primenom obloženih elektroda. Obloga je od grafitnog praha, kreča u prahu,borne kiseline, kolofonijuma i dr.

#### Zavarivanjelivenog gvožđa
Ovakvo zavarivanje se primenjuje uglavnom pri popravkama livenih predmeta. Ovde se razlikuju toplo i hladno zavarivanje. Najbolje je, ako je moguće, da se predmeti prethodno zagreju, da bi se štetni naponi izbegli. Pri tome se upotrebljavaju obložene elektrode. Plus pol se vezuje za predmet, a minus pol za elektrodu. Kada nije moguće prethodno zagrevanje, tada se primenjuje hladno zavarivanje. U ovom slučaju plus pol se vezuje za elektrodu a minus pol za predmet.

### Zavarivanje olova,bakra,mesinga,bronze i nikla
U novije vreme mogu se zavarivati i ostali metali elektrolučnim zavarivanjem.
Olovo se zavaruje samo sa ugljenim elektrodama. Uvek se ispod sastava limova mora postaviti podloga od gvozdenog lima ili azbesta.
Bakar i njegove legure su se ranije zavarivale Autogenim postupkom. Sada se zavaruju i sa elektrolučnim postupkom uz upotrebu obmotanih bakarnih elektroda. Ove elektrode se sastoje iz jedne bakarne žice i četiri omotača. Početak vara mora se prethodno zagrejati gasom ili lukom.
Zavarivanje mesinga električnim lukom još se ne može besprekorno izvesti zbog toga što cink u električnom luku zbog visoke temperature otparava, i zbog toga se dobija porozan, sunđerast šav. Zato je najbolje primeniti arkatom postupak, koji je najpribližniji gasnom zavarivanju. Za zavarivanje se primenjuju iste legure kao kod zavarivanja gasom. Šavovi su bez pora i zgure, imaju sitnozrnu strukturu i mogu se lako uobličiti.
Zavarivanje bronze Za ovu vrstu zavarivanje koriste se elektrode u obliku livenih šipki, ako se zavaruje liv od bronze, od izvlačene žice, ako se zavaruju valjani komadi.Livene elektrode su uvek obložene, ali se zavarivanje može izvesti i golim elektrodama, ako se ivice koje se zavaruju premažu pogodnim sredstvima za zavarivanje. Ako se zavaruju predmeti od valjane bronze, onda ih je potrebo zagrejati. Pri zavarivanju livene bronze, treba voditi računa, jer bronza u zagrejanom stanju ima znatno manju dužinu i izduženje, pa je zato treba pravilno podupreti.
Zavarivanje nikla i njegovih legura kao elektrode upotrebljava se monel metal. Elektrode mogu biti gole sa zaštitnom atmosferom ili sa omotačem. Zavarivanje je samo sa jednosmernom strujom, sa priključkom elektrode na pozitivan pol. Nastali spojevi su čvrsti i otporni na korozije, te se primenjuju za izradu aparata i sudova hemijske industrije.